# Szugzijasz
Szugzijasz (Šugziya, Šukziya vagy Šukzia, URUŠu-ug/k-zi-i̯a(-aš) 𒌷𒋗𒊌𒍣𒄿𒀀𒀸) a korai Hettita Birodalom egyik keleti települése, egyben kormányzói (hercegi) székhely. Az Eufrátesz térségében keresendő, eddig ismeretlen helyen. Valahol Urszutól és Kargamistól északra lehetett, talán a későbbi Iszuva környékén.
Szugzijasz első említése I. Hattuszilisz idejéből való, amikor a király testvére, Ammunasz a szugzijaszi herceg címet viselte.
A következő generációban a Marattisz–Hasztajarasz házaspár gyermekei, Murszilisz és Harapszilisz ebben a városban születtek. Harapszilisz és elsőszülött fia, Piszenisz itt is haltak meg, miután I. Hantilisz ide küldte őket. Hattuszaszt az ellenség veszélyeztette és itt biztonságban gondolta családját. Ezt az eseményt Telipinusz kiáltványa (CTH#19) mondja el (16§).
A gyengélkedő Hatti Mitanni fénykora alatt elvesztette a területet (valószínűleg Parattarna foglalta el), és csak Telipinusznak sikerült visszafoglalnia. Ettől kezdve a hettita gazdasági forrásokban első számú raktár- és kereskedővárosként szerepel az i. e. 14. századig.
Szugzijasz további sorsa ismeretlen. A hettita belviszályok idejéből a források már nem beszélnek róla, majd az újhettita királyságok korában sem.